# Peter Doohan
Peter Doohan (Newcastle, 2 maggio 1961 – Tulsa, 21 luglio 2017) è stato un tennista australiano.

## Biografia
Nella sua carriera, Peter Doohan vinse un titolo di singolo nel 1984 ad Adelaide e cinque titoli di doppio. Giocatore destrimane, raggiunse la posizione numero 43 della classifica ATP il 3 agosto 1987. Doohan è particolarmente noto per aver sconfitto il due volte campione in carica di Wimbledon, Boris Becker, nel 1987.
Giocò inoltre per il college statunitense dell'University of Arkansas dove vinse il titolo NCAA di doppio nel 1982.
Totalizzò vincite complessive per 446.667 dollari.
A fine carriera allenò alla Donoho High School di Anniston, nella metà degli anni novanta: fu artefice dei successi tennistici di Mithila Vullaganti.
Doohan morì nel 2017 a causa della SLA, diagnosticatagli poco tempo prima:

## Vita privata
Ebbe due figli maschi, tra cui l'attore Hunter Doohan. Risiedeva a Tulsa